# تشرنین (ناحیه زنویمو)
تشرنین (به چکی: Černín) یک منطقهٔ مسکونی در جمهوری چک است که در ناحیه زنویمو واقع شده‌است. تشرنین ۹٫۹۳ کیلومتر مربع مساحت و ۱۵۱ نفر جمعیت دارد و ۲۸۶ متر بالاتر از سطح دریا واقع شده‌است.